# ルネサンス・イヴ
『ルネサンス・イヴ』 (Renaissance Eve) は、伊藤砂務による日本の漫画作品。『月刊少年ガンガン』（スクウェア・エニックス）にて2012年11月号から2014年10月号まで連載された。

## 登場人物

### メインキャラクター
大道寺 輝矢（だいどうじ かぐや）
本編の主人公の一人、千明のクラスメート。ドSで大体のことは千明に任せている。
人の弱点を把握し、脅迫することもある。
資産家の家の育ちで家の中には隠し部屋などがある。また、その中に過去のザクシーズの作品をいくつか所持している。
ユリウスとは英知の血を求める過程で幾度となく対峙している。
英知の血を求める理由は、ザクシーズの作品のせいで両親が死亡、その絶望かで千明と出会い、彼に秘密で平行世界を往復し作品を抹消するも、時間軸のずれで現実の千明が死ぬことを知り、彼を助けようとしている。
ルネサンス修道会の内部でユリウスとの決戦の中で千明が負傷、その際に、Zタイプで対抗するも、ユリウスには敵わず窮地に追い込まれるも、千明の策でお互いの血液を交換することで事なきを得る。
3年後のエピローグにおいて千明がZタイプの血液を応用した、薬が完成するも、空間転移の影響が残っており、自身はあまり余命がないと言われている。
ブラッドタイプはD｢(DEATH)死｣の力を持つ。宗像曰く一時的にブラッドタイプZ｢(ZERO)無｣へと覚醒する。
神永 千明（かみなが ちあき）
本編の主人公の一人、輝矢のクラスメート。IQ180の天才的な頭脳を持つ。
天才的な能力を評され海外からの大学からのスカウトを受けたこともある秀才だが、生活はズボラで、勉強で夜更かしをして連続で遅刻をしたことがある。
英知の血を見つける過程でザクシーズの作品を知り、英知の血にかかわる手掛かりを見つける。その際にユリウスから平行世界の存在を知る。
英知の血を求めるのは輝矢が死ぬことを知り、英知の血で彼を助けるためである。
ユリウスとの決戦の際にV型の血液の影響で負傷するも、輝矢のZ型の血液の存在と効力に気づき自身の死を回避できる可能性を知り、ユリウスとの取引をする。
3年後のエピローグにおいて彼が大学を好成績で卒業し、宗像の研究データを応用し、ストレンジブラッドの効力を打ち消す薬を開発させる事に成功している。
ブラッドタイプはC｢(CLAIRVOYANCE)千里眼｣の力を持つ。またこの力には膨大な知識とある程度の予知能力も隠されている。
塚本 愛（つかもと　あい）
本編のヒロイン、輝矢と千明とは別の高校の生徒。ケンカ最強の女番長でかなりの怪力の持ち主。しかし、幽霊や暗い部屋が苦手といった一面もある。
過去にヴィーノとの接触があり、その過程で骨髄移植を受け、ストレンジブラッドの力に目覚める。
ブラッドタイプはT｢(TEAR)裂｣の力を持つ。
シズマ
フルヤと共に輝矢と千明を襲撃したことのある青年。
年の離れた妹のセラがいる。両者ともストレンジブラッドの影響で体内の血液が凝固し命に関わる状態である。
ヴィーノの追手から妹を助けようとするもヴィーノの部隊の襲撃を受け妹と共に死亡した。
ブラッドタイプはS｢(SOLID)固体化｣の力を持つ。
フルヤ
シズマと共に輝矢と千明を襲撃した全身を包帯で纏った青年。過去の自身の顔にかなりの美意識を持つ。ヴィーノと繋がっていたこともある。
しかし、ある理由で輝矢側に寝返る。
英知の血を求める理由はストレンジブラッドの影響で体が焼け英知の血を使い体を元に戻そうとする。
3年後のエピローグにおいてF型の血液で負傷した部分が英知の血の影響で消滅し包帯がはがれた描写がある。
ブラッドタイプはF｢(FLAME)炎｣の力を持つ。
レンジ
元ヴィーノの研究員、ある理由でヴィーノを裏切る。
ハエを好んでおり、自分の血で相手を攻撃する際にも無数のハエも襲撃する。
聖ヤヌアリウス学院に潜入し英知の血の情報やザクシーズの作品を手に入れようとする。
3年後のエピローグにおいてかつて所属していたヴィーノの研究員達を集め千明と共にZ型の血液の研究を進めている。
ブラッドタイプはR「(ROT)腐敗」の力を持つ。

### ヴィーノ
宗像 透（むなかた　とおる）
ヴィーノの科学者で数々のストレンジブラッドの知識やサンプルを持っている。
しかし、ストレンジブラッドの研究を利益のみとするヴィーノのやり方に異を唱え、ルネサンス修道会と繋がり英知の血を手に入れようとするもユリウスの部下の手に掛かり死亡。
過去にザクシーズの作品の力を使い平行世界を往復している。その際に体に悪影響を受け、先は長くないといわれている。
英知の血を使い英知の血を破壊しようとしている。

### 聖ヤヌアリウス学園
日下部 ライ（くさかべ）
聖ヤヌアリウス学園の風紀委員長。普段の態度からは風紀委員長に自覚がなさそうに見える。しかし、物事を見抜く観察能力は高い。
3年後のエピローグにおいて自身と同じようにZ型の薬を投与した聖ヤヌリウス学園の生徒全員のストレンジブラッドを消滅させることに成功している。
ブラッドタイプはL｢LIGHTNING(雷)｣の持ち主。

### ルネサンス修道会
ユリウス･D･ザクシーズ
ロベルト･D･ザクシーズの末裔。様々なストレンジブラッドの力を使いこなすことができる。
修道会の輝矢と千明達との決戦の際に自身のストレンジブラッドと輝矢のストレンジブラッドの攻撃がぶつかり合ったことで英知の血が偶然完成し、千明との取引で自身の血液と輝矢の血液を交換することで自身を器とした英知の血が完成。その後、自身と従者と共に平行世界ごと消滅し、死亡した。
ブラッドタイプはX｢名称は不明｣の持ち主。

## 書誌情報
1. 2013年1月 ISBN 978-4-7575-3857-3
2. 2013年11月 ISBN 978-4-7575-4036-1
3. 2014年5月 ISBN 978-4-7575-4306-5
4. 2014年10月 ISBN 978-4-7575-4443-7